# Lucilia luteicornis
Lucilia luteicornis este o specie de muște din genul Lucilia, familia Calliphoridae. A fost descrisă pentru prima dată de Jaennicke în anul 1867.
Este endemică în Venezuela. Conform Catalogue of Life specia Lucilia luteicornis nu are subspecii cunoscute.